# Francisco Antônio de Moura
Francisco Antônio de Moura (Rio de Janeiro, 29 de outubro de 1839 — Rio de Janeiro, 5 de janeiro de 1911) foi um marechal brasileiro. 
Foi Ministro da Guerra de 2 de março de 1892 a 13 de abril de 1893, durante o governo Floriano Peixoto.
Foi, ainda, ministro do Superior Tribunal Militar, de 12 de dezembro de 1894 até seu falecimento em 5 de janeiro de 1911.